# Loania cryophila
Loania cryophila är en insektsart som först beskrevs av Johnston 1976.  Loania cryophila ingår i släktet Loania och familjen Corioxenidae. Inga underarter finns listade i Catalogue of Life.